# Leonhard II. von Taxis

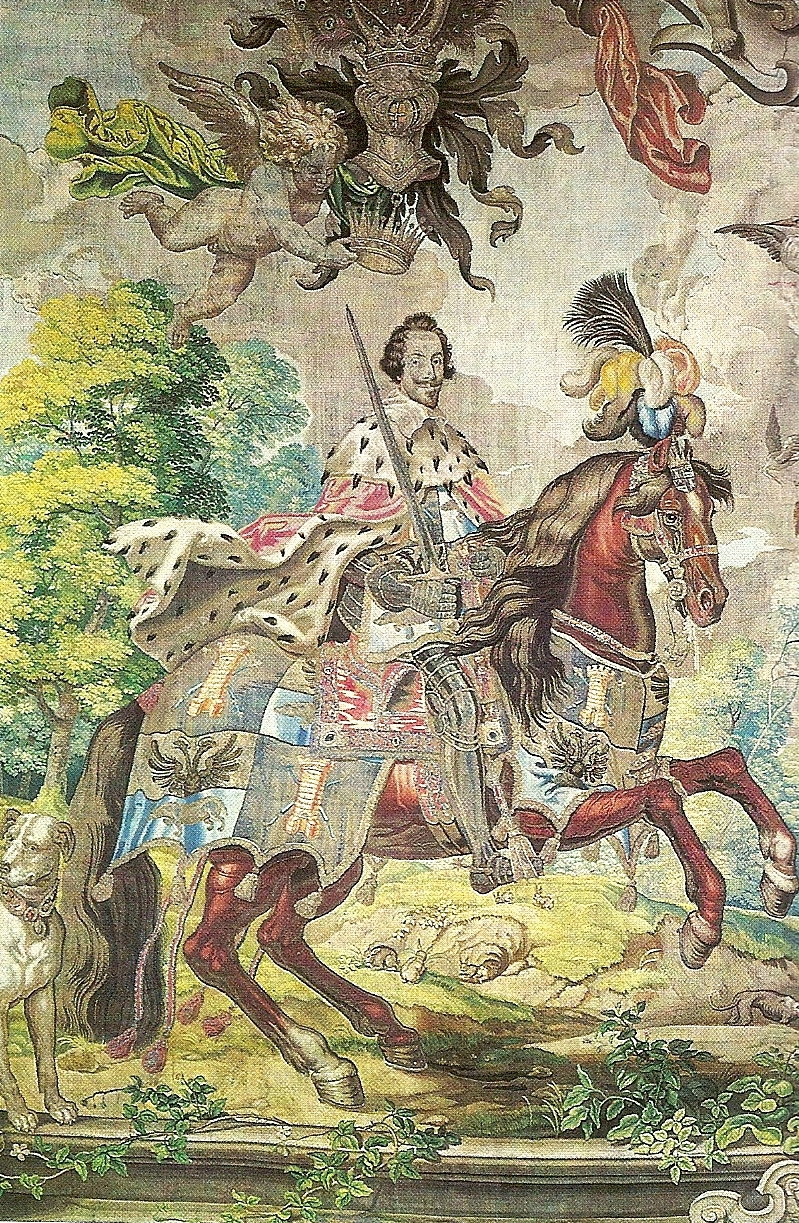
Leonhard II. von Taxis, Ausschnitt aus dem Reiterteppich; Brüssel 1646 (Thurn und Taxis Kunstsammlungen, Regensburg)

Leonhard II. von Taxis, frz. Leonard II de Tassis, (* 5. Juli 1594 in Brüssel; † 23. Mai 1628 in Prag) war von 1624 bis 1628 Generalerbpostmeister in Brüssel. Seit dem 29. Juni 1616 war er mit Gräfin Alexandrine de Rye, Comtesse de Varax verheiratet. Im Jahre 1624 wurde er zusammen mit seinem Vater Lamoral von Taxis in den Reichsgrafenstand erhoben.

## Werdegang
Leonhard war der einzige überlebende Sohn Lamorals von Taxis. Seine Erziehung übernahm zunächst sein Großvater Leonhard I. von Taxis, der das Postwesen in den Spanischen Niederlanden und seit 1597 auch die Kaiserliche Reichspost leitete.
Am 28. August 1603 bewilligte Kaiser Rudolf II. Leonhard I. von Taxis die Nachfolge für seinen Sohn Lamoral und seinen Enkel Leonhard II. im Generalpostmeisteramt. Alle drei Postmeister waren sich einig, die Kaiserliche Reichspost und die Spanisch-Niederländische Post als Unternehmen zentral zu steuern. Meinungsverschiedenheiten gab es nur darüber, wie unabhängig Postmeister vor Ort sein durften. So lehnte Lamoral den Kölner Postmeister Jacob Henot ab, während Leonhard I. bereit war, die Arbeit dieses Postmeisters zu tolerieren. Im Falle des Frankfurter Postmeisters Johann von den Birghden unterstützte Lamoral dessen Arbeit, während Lamorals Sohn Leonhard II. ihn schnell aus seinem Amt entfernte.

## Intrigen
Leonhards erste Reise erfolgte in der zweiten Hälfte 1622 an den Wiener Kaiserhof. Im Januar 1623 wurde Johann von den Birghden in Aschaffenburg, der Residenz des Mainzer Kurfürsten, für sieben Wochen in Haft genommen. Wiener Hofkreise verdächtigten ihn der Konspiration mit dem Pfalzgrafen bei Rhein. Birghden selbst vermutete in einer späteren Rechtfertigungsschrift, dass Leonhard II. von Taxis dahinter steckte.
Bei seiner zweiten Reise im Frühsommer 1623 nach Wien versuchte Leonhard vor Ort, die Wiedereinsetzung des Kölner Postmeister Jacob Henot rückgängig zu machen oder zumindest die Auswirkungen abzuschwächen. Sein Vater dagegen machte größere Zugeständnisse. Am 2. August und am 2. Oktober 1623 kam es zu einer vertraglichen Einigung mit Henot, die Leonhard II. jedoch ablehnte. Es gelang ihm am Kaiserhof in Wien, eine kaiserliche Zustimmung zu verhindern.
Die Spannungen zwischen Leonhard und seinem Vater verschärften sich. Lamoral hatte sich eine Geliebte zugelegt und benötigte zusätzliche Geldmittel. Er hatte deshalb mit einigen Postmeistern im Reich jährliche Pauschalzahlungen vereinbart. Am 3. Juli 1623 erließ der Kaiser auf Wunsch von Leonhard ein Mandat gegen seinen Vater. Es gelang Lamoral, die Anschuldigungen seines Sohnes zu entkräften, und so nahm der Kaiser am 5. Dezember 1623 die Abmahnung zurück.
Am 8. Juni 1624 erhob Kaiser Ferdinand II. Lamoral und Leonhard von Taxis in den erblichen Reichsgrafenstand.

## Wirken als Generalerbpostmeister
Nach Lamorals Tod am 7. Juli 1624 in Brüssel wurde das Reichspostlehen am 17. August 1624 auf Leonhard II. von Taxis übertragen. Nachdem ihn auch der spanische König Philipp IV. am 9. Oktober 1624 als Generalpostmeister der Spanischen Niederlande bestätigt hatte, begann Leonhard II. damit, seine geplante Verwaltungsreform durchzusetzen.
Zunächst gewann er das Kölner Postamt zurück, wobei ihm der Tod des alten Jacob Henot am 17. November 1625 half. Henots Nachkommen Hartger und Katharina kämpften weiter. Am 23. Februar 1626 wurde der bis 1623 tätige Taxis-Postmeister Johann von Coesfeld wieder als Leiter des Kölner Postamtes eingesetzt. Beschwerden der Erben Henots vor dem Wiener Reichshofrat scheiterten. Während Leonhards Aufenthalt in Köln im Januar 1627 wurde Katharina Henot als Hexe verhaftet und ohne Geständnis am 19. Mai 1627 verbrannt. Die Schöffen schienen bestochen zu sein. Mögliche Schadensersatzforderungen wurden nicht mehr gestellt, nicht zuletzt, weil sich Hartger Henot um die Rehabilitierung seiner Schwester bemühte und selbst angeklagt wurde.
Anschließend betrieb Leonhard die Entmachtung des Postmeisters Johann von den Birghden in Frankfurt. Er erreichte am 3. März 1627 einen kaiserlichen Erlass, Birghden aus seinem Amt zu entfernen. Dies fiel ihm relativ leicht, weil der Frankfurter Postmeister Protestant war. Leonhard II. erschien Anfang August in Frankfurt und betrieb Birghdens Entlassung. Am 2. November 1627 erneuerte der Kaiser seine Vorbehalte. Birghden musste zurücktreten. Er bekam am 11. Dezember 1627 lediglich eine persönliche Ehrenerklärung des Kaisers. Am 10. März 1628 führte Leonhard dann Gerhard Vrints als Birgdens Nachfolger in sein Amt ein.

## Auswirkungen seines Todes
Leonhard II. starb unerwartet am 23. Mai 1628 am kaiserlichen Hof in Prag. Darin sah Johann von den Birghden in seiner späteren Rechtfertigungsschrift einen Akt göttlicher Gerechtigkeit:
„… aber Gott der Allmächige ist ins Mittel kommen vnd handgreifflich an Tag geben, daß der Herr Graf der gröseste vndanckbare Mensch gewesen, dann welcher Gestalt er in kurtze Zeit gestorben, vnd in ein zusammen geschlagenes Kästlein für Sudenten gut, nach Brüssel geführet worden.“
Leonhards Witwe Alexandrine, geborene von Rye (1589–1666) übernahm anschließend bis 1646 stellvertretend für ihren minderjährigen Sohn Lamoral Claudius Franz das Reichspostgeneralat. Kaiser Ferdinand II. bestätigte sie am 1. August 1628 in diesem Amt.

## Nachkommen
- Genoveva Anna (Taufe am 16. April 1618; † 14. Dezember 1663), ⚭ am 8. Juli 1637 mit Sigismondo Sfondrati, spanischer Generalkapitän der Artillerie († 1652)
- Lamoral Claudius Franz (Taufe 14. Februar 1621; † 13. September 1676), seit 1646 Generalerbpostmeister.